# Естелах-Джан
Естелах-Джан (перс. اسطلخ جان) — село в Ірані, у дегестані Рахматабад, у бахші Рахматабад-о-Блукат, шагрестані Рудбар остану Ґілян. За даними перепису 2006 року, його населення становило 834 особи, що проживали у складі 219 сімей.

## Клімат
Середня річна температура становить 14,30 °C, середня максимальна – 27,73 °C, а середня мінімальна – 0,20 °C. Середня річна кількість опадів – 787 мм.
| Клімат поселення                              | Клімат поселення | Клімат поселення | Клімат поселення | Клімат поселення | Клімат поселення | Клімат поселення | Клімат поселення | Клімат поселення | Клімат поселення | Клімат поселення | Клімат поселення | Клімат поселення | Клімат поселення |
| Показник                                      | Січ.             | Лют.             | Бер.             | Квіт.            | Трав.            | Черв.            | Лип.             | Серп.            | Вер.             | Жовт.            | Лист.            | Груд.            |                  |
| Середній максимум, °C                         | 11,15            | 10,98            | 12,53            | 18,07            | 21,49            | 26,16            | 27,73            | 27,71            | 23,60            | 20,97            | 17,11            | 12,40            |                  |
| Середня температура, °C                       | 5,75             | 5,59             | 7,14             | 12,68            | 16,08            | 20,76            | 23,41            | 23,38            | 19,28            | 16,64            | 12,79            | 8,07             |                  |
| Середній мінімум, °C                          | 0,35             | 0,20             | 1,74             | 7,28             | 10,69            | 15,37            | 19,08            | 19,06            | 14,96            | 12,32            | 8,45             | 3,72             |                  |
| Норма опадів, мм                              | 79               | 66               | 76               | 55               | 37               | 23               | 20               | 35               | 69               | 107              | 104              | 116              |                  |
| Середньомісячна швидкість вітру, м/с          | 2.24             | 2.60             | 2.49             | 2.47             | 2.35             | 2.50             | 2.48             | 2.30             | 2.13             | 1.90             | 1.98             | 2.18             |                  |
| Середньомісячна сонячна радіація, кДж/м²·день | 7272             | 9476             | 11514            | 15965            | 20143            | 22353            | 23150            | 19633            | 16293            | 11463            | 8961             | 6991             |                  |
| --------------------------------------------- | ---------------- | ---------------- | ---------------- | ---------------- | ---------------- | ---------------- | ---------------- | ---------------- | ---------------- | ---------------- | ---------------- | ---------------- | ---------------- |
| Джерело:                                      |                  |                  |                  |                  |                  |                  |                  |                  |                  |                  |                  |                  |                  |